# Il fascino indiscreto dell'amore
Il fascino indiscreto dell'amore (Tokyo Fiancée) è un film del 2014 diretto da Stefan Liberski.
Il film è basato sul romanzo autobiografico Né di Eva né di Adamo di Amélie Nothomb, pubblicato nel 2007.

## Trama
Amélie è una ragazza belga nata in Giappone, dove ha vissuto fino all'età di cinque anni. A vent'anni sente l'esigenza di tornare nel Paese in cui è nata e che istintivamente ama.
Trasferitasi a Tokyo, segue un corso di lingua giapponese e nel frattempo si offre per insegnare il francese. Al suo annuncio risponde un ragazzo, Rinri. Le lezioni con Rinri si svolgono in luoghi diversi, permettendo ad Amélie di conoscere pian piano tanti aspetti poco noti del Giappone e della sua cultura. Amélie ama il Giappone tanto quanto Rinri la Francia e così tra i due scocca l'amore.
Mentre Amélie è ancora alla ricerca di sé stessa, Rinri sembra sapere cosa vuole e, dopo pochi mesi di frequentazione, le chiede di sposarlo. Lei è un po' spiazzata e prende tempo accettando comunque di fidanzarsi.
Trovato un impiego in una grande azienda, Amélie smette l'atteggiamento da turista spensierata e si immerge sempre di più nella realtà del nuovo Paese. Però più "diventa giapponese" meno ama il suo fidanzato, che coprendola di premure non le dà occasione di troncare un rapporto che lei sente sempre meno come tale.
Sarà il terribile terremoto del 2011 con susseguente maremoto e disastro nucleare a decidere le sorti della loro storia. A pochi giorni dalla tragedia tutti gli stranieri sono fuggiti dal Giappone ma Amélie si rifiuta di tornare a casa. Rinri e la sua famiglia si adoperano per farla ripartire, dimostrando il loro affetto, ma, non comprendendo quanto significhi per lei restare, certificano quella estraneità che lei ha tanto combattuto, invano. "Ritornata occidentale" torna a provare quei sentimenti per Rinri che ormai sembravano svaniti, ma l'aereo ormai la aspetta e, fatalmente, il suo fidanzamento giapponese si chiude così.

## Produzione

### Riprese
Il film è stato girato interamente in Giappone: principalmente a Tokyo e dintorni, ad Osaka per le riprese teatrali.

## Riconoscimenti
Il film ha ricevuto 3 candidature alla quinta edizione del Premio Magritte, per la miglior attrice, per la fotografia e per i costumi.

## Curiosità
- È la seconda volta che l'attrice belga Pauline Étienne e l'attrice francese Alice de Lencquesaing recitano insieme. La prima volta era stato nel film La religiosa del 2013, dove le due attrici interpretarono i ruoli di Suor Suzanne e di Suor Ursula.